# Тиборув (Козеницький повіт)
Тиборув (пол. Tyborów) — село в Польщі, у гміні Маґнушев Козеницького повіту Мазовецького воєводства.
Населення — 62 особи (2011).
У 1975-1998 роках село належало до Радомського воєводства.

## Демографія
Демографічна структура станом на 31 березня 2011 року:
|          | Загалом | Допрацездатний вік | Працездатний вік | Постпрацездатний вік |
| -------- | ------- | ------------------ | ---------------- | -------------------- |
| Чоловіки | 33      | 6                  | 25               | 2                    |
| Жінки    | 29      | 5                  | 19               | 5                    |
| Разом    | 62      | 11                 | 44               | 7                    |